# Andrew W. Hockenhull
Andrew W. Hockenhull, född 16 januari 1877 i Polk County i Missouri, död 20 juni 1974 i Clovis i New Mexico, var en amerikansk demokratisk politiker. Han var den tionde guvernören i delstaten New Mexico 1933–1935.
Hockenhull var född i rurala Missouri. Han gifte sig 1901 med Mame Drake och paret fick tre döttrar. Han flyttade 1908 till New Mexico. Han arbetade både som advokat och som åklagare.
Hockenhull var Arthur Seligmans viceguvernör och tillträdde som guvernör i september 1933 när företrädaren avled i ämbetet.